# حيدر أباد (ديواندرة)
حيدر أباد (بالفارسية: حیدرآباد) هي قرية تقع في قسم كاني شيرين الريفي (مقاطعة ديواندرة) في إيران. يقدر عدد سكانها بـ 232 نسمة.